# Wilhelm Heinrich Dern
Wilhelm Heinrich Dern (* 22. August 1757 in Saarbrücken; † 28. Dezember 1848 ebenda) war ein preußischer Verwaltungsbeamter und Landrat des Landkreises Saarbrücken.

## Leben
Wilhelm Heinrich Dern war ein Sohn des Hofrats und fürstlichen Medicus Johann Philipp Dern (1716–1764) und dessen Ehefrau Henriette le Bleu. Nach einem Studium der Rechtswissenschaften von 1777 bis 1780 in Gießen wurde er am 30. April 1781 fürstlich nassau-saarbrückischer Regierungssekretär. Von 1787 bis 1789 erfolgte eine weitere Tätigkeit als Regierungssekretär, bevor er am 22. Mai 1789 zum Regierungsassessor ernannt wurde. Am 30. November 1800 wurde er Präsident des Arrondissementsrates in Saarbrücken und am 13. Januar 1803 Kommissär der Regierung (Prokurator). Nach den Tätigkeiten im Tribunal der 1. Instanz und als Staatsprokurator, war er von 1803 bis 1807 „Membre du conseil legislatif“ (deutsch Mitglied des Legislativrates) in Paris, sowie von 1808 bis 1814 Regierungsassessor. 1815 war er Mitglied des Saarbrücker Stadtrates und 2. Adjunkt. Nach der Tätigkeit als Präsident der Landesdeputation zu Beginn des Jahres 1816 wurde er am 22. April 1816 zum ersten kommissarischen Kreiskommissar des Kreises Saarbrücken ernannt. Die definitive Ernennung folgte am 25. April 1817 und die Bestätigung seitens der Regierung am 22. Juli 1817. Nach der Umwandlung der Dienstbezeichnung von Kreiskommissar in Landrat ließ sich der unverheiratet gebliebene Dern zum 1. Januar 1837 (Antragsstellung 27. Juni 1836; Allerhöchste Kabinettsorder (AKO) 31. Juli 1836) pensionieren.

## Publikation
- Albuminscriptie, Giessen 6. November 1777. OCLC 801248105